# North American Soccer League 2016
Navigation
Édition précédente Édition suivante
La North American Soccer League 2016 est la 49e saison de la deuxième division de soccer aux États-Unis et la sixième saison de la renaissante North American Soccer League. Ce sont les New York Cosmos qui s'imposent en finale du championnat après avoir terminé en tête du championnat automnal et du classement général. Ce titre est leur troisième en quatre saisons.

## Contexte
En 2016, trois franchises d'expansion intègrent la ligue, à savoir le Miami FC et le Rayo OKC qui entrent dès la saison printanière avant le Puerto Rico FC qui débutent ses activités lors de la saison automnale. D'un autre côté, en décembre 2015, le stade du Toyota Field, domicile des San Antonio Scorpions, est acheté par la ville de San Antonio au bénéfice de la compagnie Spurs Sports & Entertainment qui fondent sa propre franchise en USL, le San Antonio FC. Cette opération provoque la dissolution immédiate des Scorpions. Peu après, en janvier 2016, la NASL suspend les activités des Atlanta Silverbacks après avoir échoué dans sa tentative de trouver un nouveau repreneur à la franchise. Par conséquent, la saison printanière est disputée par onze équipes alors que la saison automnale se joue avec douze équipes.

## Personnel
| Équipe                   | Entraîneur        | Capitaine         |
| ------------------------ | ----------------- | ----------------- |
| Carolina RailHawks       | Colin Clarke      | Nazmi Albadawi    |
| FC Edmonton              | Colin Miller      | Albert Watson     |
| Fort Lauderdale Strikers | Caio Zanardi      | Jean Alexandre    |
| Indy Eleven              | Tim Hankinson     | Colin Falvey      |
| Jacksonville Armada FC   | Mark Lowry        | Matt Bahner       |
| Miami FC                 | Alessandro Nesta  | Jonathan Borrajo  |
| Minnesota United FC      | Carl Craig        | Aaron Pitchkolan  |
| New York Cosmos          | Giovanni Savarese | Carlos Mendes     |
| Ottawa Fury              | Paul Dalglish     | Julián de Guzmán  |
| Puerto Rico FC           | Adrian Whitbread  | Cristiano Dias    |
| Rayo OKC                 | Gerard Nus        | Michel            |
| Tampa Bay Rowdies        | Stuart Campbell   | Tamika Mkandawire |

### Changements d'entraîneurs
| Équipe                   | Entraîneur sortant  | Statut                                  | Date du départ      | Position au classement | Entraîneur entrant   | Date d'arrivée      |
| ------------------------ | ------------------- | --------------------------------------- | ------------------- | ---------------------- | -------------------- | ------------------- |
| Puerto Rico FC           | Équipes d'expansion | Équipes d'expansion                     | Équipes d'expansion | Équipes d'expansion    | Adrian Whitbread     | 24 août 2015        |
| Miami FC                 | Équipes d'expansion | Équipes d'expansion                     | Équipes d'expansion | Équipes d'expansion    | Alessandro Nesta     | 31 août 2015        |
| Fury d'Ottawa            | Marc Dos Santos     | Fin de contrat                          | 20 novembre 2015    | Pré-saison             | Paul Dalglish        | 20 novembre 2015    |
| Jacksonville Armada      | Eric Dade           | Fin de l'intérim                        | 24 novembre 2015    | Pré-saison             | Tony Meola           | 24 novembre 2015    |
| Indy Eleven              | Tim Regan           | Fin de l'intérim                        | 2 décembre 2015     | Pré-saison             | Tim Hankinson        | 2 décembre 2015     |
| Fort Lauderdale Strikers | Günter Kronsteiner  | Fin de contrat                          | 16 novembre 2015    | Pré-saison             | Caio Zanardi         | 2 décembre 2015     |
| Minnesota United         | Manny Lagos         | Promotion au poste de directeur sportif | 3 décembre 2015     | Pré-saison             | Carl Craig           | 3 décembre 2015     |
| San Antonio Scorpions    | Alen Marcina        | Fermeture de la franchise               | 1er novembre 2015   | Pré-saison             | Franchise dissoute   | Franchise dissoute  |
| Rayo OKC                 | Équipe d'expansion  | Équipe d'expansion                      | Équipe d'expansion  | Équipe d'expansion     | Alen Marcina         | 7 janvier 2016      |
| Atlanta Silverbacks      | Gary Smith          | Libéré                                  | 11 janvier 2016     | Pré-saison             | Franchise en hiatus  | Franchise en hiatus |
| Rayo OKC                 | Günter Kronsteiner  | Accord mutuel                           | 1er août 2016       | 5e                     | Gerard Nus           | 1er août 2016       |
| Jacksonville Armada      | Tony Meola          | Limogé                                  | 7 août 2016         | 11e                    | Mark Lowry (intérim) | 7 août 2016         |

## Carte
| Rayo RailHawks Edmonton Strikers United Cosmos Puerto Rico Rowdies Fury Indy Armada Miami |

| - Carolina RailHawks - FC Edmonton - Fort Lauderdale Strikers - Indy Eleven - Jacksonville Armada FC - Miami FC - Minnesota United - New York Cosmos - Ottawa Fury - Puerto Rico FC - Rayo OKC - San Antonio Scorpions - Tampa Bay Rowdies |

## Championnat printanier
La saison printanière s'étend sur dix journées, du 2 avril au 12 juin. Le calendrier prévoit un affrontement unique entre chaque équipe où les équipes reçoivent à cinq reprises et se déplacent cinq fois durant la saison. Le champion de la saison printanière se qualifie automatiquement pour les séries éliminatoires en fin de saison.

### Classement
| Rang | Équipe                   | Pts | J  | G | N | P | Bp | Bc | Diff |
| ---- | ------------------------ | --- | -- | - | - | - | -- | -- | ---- |
| 1    | Indy Eleven              | 18  | 10 | 4 | 6 | 0 | 15 | 8  | +7   |
| 2    | New York Cosmos T        | 18  | 10 | 5 | 2 | 3 | 15 | 8  | +7   |
| 3    | FC Edmonton              | 17  | 10 | 5 | 2 | 3 | 9  | 7  | +2   |
| 4    | Minnesota United         | 16  | 10 | 5 | 1 | 4 | 16 | 12 | +4   |
| 5    | Tampa Bay Rowdies        | 16  | 10 | 4 | 4 | 2 | 11 | 9  | +2   |
| 6    | Fort Lauderdale Strikers | 15  | 10 | 4 | 3 | 3 | 12 | 12 | 0    |
| 7    | Carolina RailHawks       | 14  | 10 | 4 | 2 | 4 | 11 | 13 | -2   |
| 8    | Rayo OKC                 | 12  | 10 | 3 | 3 | 4 | 11 | 12 | -1   |
| 9    | Fury d'Ottawa            | 9   | 10 | 2 | 3 | 5 | 9  | 14 | -5   |
| 10   | Jacksonville Armada FC   | 7   | 10 | 1 | 4 | 5 | 5  | 11 | -6   |
| 11   | Miami FC                 | 7   | 10 | 1 | 4 | 5 | 7  | 15 | -8   |

### Résultats
| Résultats (▼dom., ►ext.)                                   | CAR | EDM | FTL | IND | JAX | MIA | MIN | NYC | OTT | OKC | TBR |
| Carolina Railhawks                                         |     |     | 1-3 |     | 0-0 | 0-0 | 2-1 |     | 1-0 |     |     |
| FC Edmonton                                                | 1-0 |     | 2-1 |     |     |     | 0-2 | 2-1 | 2-0 |     |     |
| Fort Lauderdale Strikers                                   |     |     |     | 0-0 | 1-1 | 1-1 |     | 2-1 |     |     | 0-1 |
| Indy Eleven                                                | 4-1 | 1-1 |     |     |     |     | 4-2 | 2-1 | 1-1 |     |     |
| Jacksonville Armada FC                                     |     | 0-1 |     | 1-1 |     | 2-1 |     |     |     | 0-1 | 1-1 |
| Minnesota United                                           |     | 1-0 |     | 0-0 |     |     |     | 0-3 |     | 2-3 | 1-1 |
| Miami FC                                                   |     |     | 3-0 |     | 2-0 | 3-1 |     | 1-0 |     |     | 0-2 |
| New York Cosmos                                            | 1-0 |     |     |     | 2-0 |     |     |     | 3-0 | 1-0 | 2-1 |
| Ottawa Fury                                                |     |     | 1-2 |     | 1-0 | 2-0 | 2-2 |     |     | 1-1 |     |
| Rayo OKC                                                   | 2-3 | 0-0 | 1-2 | 1-2 |     |     | 1-0 |     |     |     |     |
| Tampa Bay Rowdies                                          | 1-3 | 1-0 |     | 0-0 |     |     |     |     | 2-1 | 1-1 |     |
| - Victoire à domicile - Match nul - Victoire à l'extérieur |     |     |     |     |     |     |     |     |     |     |     |

## Championnat d'automne
La saison d'automne commence le 2 juillet et se termine le 30 octobre avec chaque équipe affrontant les autres à deux reprises, une fois à domicile et une fois à l'extérieur. Le champion d'automne se qualifie automatiquement pour les séries éliminatoires.

### Classement
| Rang | Équipe                   | Pts | J  | G  | N | P  | Bp | Bc | Diff |
| ---- | ------------------------ | --- | -- | -- | - | -- | -- | -- | ---- |
| 1    | New York Cosmos          | 47  | 22 | 14 | 5 | 3  | 44 | 21 | +23  |
| 2    | Indy Eleven              | 37  | 22 | 11 | 4 | 7  | 36 | 25 | +11  |
| 3    | FC Edmonton              | 36  | 22 | 10 | 6 | 6  | 16 | 14 | +2   |
| 4    | Rayo OKC                 | 35  | 22 | 9  | 8 | 5  | 28 | 21 | +7   |
| 5    | Miami FC                 | 33  | 22 | 9  | 6 | 7  | 31 | 27 | +4   |
| 6    | Fort Lauderdale Strikers | 26  | 22 | 7  | 5 | 10 | 19 | 28 | -9   |
| 7    | Carolina RailHawks       | 26  | 22 | 7  | 5 | 10 | 25 | 35 | -10  |
| 8    | Minnesota United FC      | 25  | 22 | 6  | 7 | 9  | 25 | 25 | 0    |
| 9    | Puerto Rico FC           | 24  | 22 | 5  | 9 | 8  | 19 | 31 | -12  |
| 10   | Tampa Bay Rowdies        | 23  | 22 | 5  | 8 | 9  | 29 | 32 | -3   |
| 11   | Jacksonville Armada FC   | 23  | 22 | 5  | 8 | 9  | 25 | 35 | -10  |
| 12   | Fury d'Ottawa            | 22  | 22 | 5  | 7 | 10 | 23 | 26 | -3   |

### Résultats
| Résultats (▼dom., ►ext.)                                   | CAR | EDM | FTL | IND | JAX | MIA | MIN | NYC | OTT | PUR | OKC | TBR |
| Carolina Railhawks                                         |     | 1-0 | 3-0 | 3-2 | 1-0 | 3-3 | 1-0 | 0-2 | 0-0 | 2-2 | 0-1 | 4-1 |
| FC Edmonton                                                | 1-0 |     | 1-0 | 2-1 | 1-0 | 0-2 | 1-0 | 2-1 | 1-0 | 0-0 | 0-0 | 1-0 |
| Fort Lauderdale Strikers                                   | 0-1 | 1-0 |     | 2-1 | 1-0 | 1-1 | 0-0 | 0-0 | 3-1 | 2-0 | 0-2 | 1-4 |
| Indy Eleven                                                | 3-0 | 1-0 | 3-0 |     | 5-2 | 2-1 | 1-0 | 3-0 | 1-0 | 3-0 | 2-1 | 1-1 |
| Jacksonville Armada FC                                     | 2-2 | 0-0 | 1-1 | 0-0 |     | 3-2 | 0-0 | 2-4 | 0-2 | 2-1 | 1-1 | 3-2 |
| Miami FC                                                   | 1-0 | 1-0 | 0-2 | 2-1 | 1-0 |     | 1-1 | 2-3 | 2-1 | 0-1 | 0-1 | 2-2 |
| Minnesota United                                           | 5-1 | 3-1 | 3-1 | 2-0 | 0-1 | 0-4 |     | 0-1 | 2-3 | 1-1 | 1-0 | 2-0 |
| New York Cosmos                                            | 6-1 | 0-0 | 2-0 | 3-0 | 3-0 | 4-0 | 1-0 |     | 2-1 | 3-0 | 1-1 | 3-2 |
| Ottawa Fury                                                | 2-0 | 2-2 | 0-1 | 1-1 | 1-2 | 0-0 | 3-1 | 1-1 |     | 1-2 | 0-1 | 2-0 |
| Puerto Rico FC                                             | 2-1 | 0-1 | 2-1 | 1-1 | 3-3 | 0-3 | 0-0 | 1-2 | 0-0 |     | 1-0 | 0-0 |
| Rayo OKC                                                   | 1-1 | 1-1 | 1-1 | 2-1 | 3-2 | 1-2 | 2-2 | 3-0 | 3-1 | 2-2 |     | 1-0 |
| Tampa Bay Rowdies                                          | 1-0 | 0-1 | 2-1 | 2-3 | 1-1 | 1-1 | 2-2 | 2-2 | 1-1 | 3-0 | 2-0 |     |
| - Victoire à domicile - Match nul - Victoire à l'extérieur |     |     |     |     |     |     |     |     |     |     |     |     |

## The Championship
The Championship, culminant avec le Soccer Bowl 2016, met aux prises les vainqueurs des deux volets de la saison - printemps et automne - accueillant les deux meilleures équipes sur l'ensemble de la saison. Les deux équipes s'imposant accèdent à la finale du championnat, le Soccer Bowl 2016.

### Classement combiné
| Rang | Équipe                   | Pts | J  | G  | N  | P  | Bp | Bc | Diff |
| ---- | ------------------------ | --- | -- | -- | -- | -- | -- | -- | ---- |
| 1    | New York Cosmos          | 65  | 32 | 20 | 5  | 7  | 59 | 29 | +30  |
| 2    | Indy Eleven              | 55  | 32 | 15 | 10 | 7  | 51 | 33 | +18  |
| 3    | FC Edmonton              | 53  | 32 | 15 | 8  | 9  | 25 | 21 | +4   |
| 4    | Rayo OKC                 | 47  | 32 | 12 | 11 | 9  | 39 | 33 | +6   |
| 5    | Minnesota United         | 41  | 32 | 11 | 8  | 13 | 41 | 37 | +4   |
| 6    | Fort Lauderdale Strikers | 41  | 32 | 11 | 8  | 13 | 31 | 40 | -9   |
| 7    | Miami FC                 | 40  | 32 | 10 | 10 | 12 | 38 | 42 | -4   |
| 8    | Carolina RailHawks       | 40  | 32 | 11 | 7  | 14 | 36 | 48 | -12  |
| 9    | Tampa Bay Rowdies        | 39  | 32 | 9  | 12 | 11 | 40 | 41 | -1   |
| 10   | Fury d'Ottawa            | 31  | 32 | 7  | 10 | 15 | 32 | 40 | -8   |
| 11   | Jacksonville Armada FC   | 30  | 32 | 6  | 12 | 14 | 30 | 46 | -16  |
| 12   | Puerto Rico FC           | 24  | 22 | 5  | 9  | 8  | 19 | 31 | -12  |

- Franchise ayant remporté un championnat saisonnier et le North American Supporters' Trophy
- Franchise ayant remporté un championnat saisonnier
- Franchise qualifiée pour les séries éliminatoires

### The Championship
| 5 novembre 2016 | Indy Eleven      | 1 - 0   | FC Edmonton                   |                                                                                       |                                                                                       |
| 15h00 EST       | Ubiparipović 63e |         |                               | Michael A. Carroll Stadium, Indianapolis Spectateurs : 9 702 Arbitrage : Sorin Stoica | Michael A. Carroll Stadium, Indianapolis Spectateurs : 9 702 Arbitrage : Sorin Stoica |
| 15h00 EST       |                  | Rapport | 83e Diakité · 90+2e Eckersley | Michael A. Carroll Stadium, Indianapolis Spectateurs : 9 702 Arbitrage : Sorin Stoica | Michael A. Carroll Stadium, Indianapolis Spectateurs : 9 702 Arbitrage : Sorin Stoica |

| 5 novembre 2016 | New York Cosmos         | 2 - 1   | Rayo OKC                   |                                                                                       |                                                                                       |
| 19h00 EST       | Arango 73e · Orozco 90e |         | 37e Danso                  | James M. Shuart Stadium, Hempstead Spectateurs : 5 023 Arbitrage : José Carlos Rivero | James M. Shuart Stadium, Hempstead Spectateurs : 5 023 Arbitrage : José Carlos Rivero |
| 19h00 EST       | Arango 77e · Duk 90+2e  | Rapport | 42e Velásquez · 64e Kimura | James M. Shuart Stadium, Hempstead Spectateurs : 5 023 Arbitrage : José Carlos Rivero | James M. Shuart Stadium, Hempstead Spectateurs : 5 023 Arbitrage : José Carlos Rivero |

### Soccer Bowl
| 13 novembre 2016 | New York Cosmos                    | 0 - 0             | Indy Eleven                        | Belson Stadium, New York                      |                                               |
| 19:00 EST        |                                    |                   |                                    | Spectateurs : 2 150 Arbitrage : Allen Chapman | Spectateurs : 2 150 Arbitrage : Allen Chapman |
| 19:00 EST        | Rapport                            |                   |                                    | Spectateurs : 2 150 Arbitrage : Allen Chapman | Spectateurs : 2 150 Arbitrage : Allen Chapman |
| 19:00 EST        | Arrieta · Moffat · Ayoze · Richter | Tirs au but 4 - 2 | Paterson · Zayed · Busch · Vuković | Spectateurs : 2 150 Arbitrage : Allen Chapman | Spectateurs : 2 150 Arbitrage : Allen Chapman |

| Vainqueur du Soccer Bowl 2016 New York Cosmos 3e titre |

## Statistiques individuelles
| Rang | Joueur            | Équipes             | Buts |
| ---- | ----------------- | ------------------- | ---- |
| 1    | Christian Ramirez | Minnesota United FC | 18   |
| 2    | Juan Arango       | New York Cosmos     | 15   |
| 2    | Éamon Zayed       | Indy Eleven         | 15   |
| 4    | Michel            | Rayo OKC            | 14   |
| 5    | Georgi Hristov    | Tampa Bay Rowdies   | 11   |
| 6    | Joe Cole          | Tampa Bay Rowdies   | 9    |
| 6    | Darío Cvitanich   | Miami FC            | 9    |
| 8    | Justin Braun      | Indy Eleven         | 8    |
| 8    | Adam Moffat       | New York Cosmos     | 8    |
| 8    | Héctor Ramos      | Puerto Rico FC      | 8    |

| Rang | Joueur           | Équipe                   | Passes |
| ---- | ---------------- | ------------------------ | ------ |
| 1    | Nazmi Albadawi   | Carolina RailHawks       | 10     |
| 2    | Juan Arango      | New York Cosmos          | 7      |
| 2    | Joe Cole         | Tampa Bay Rowdies        | 7      |
| 4    | Jonathan Borrajo | Miami FC                 | 6      |
| 4    | Andrés Flores    | New York Cosmos          | 6      |
| 4    | Dylan Mares      | Indy Eleven              | 6      |
| 4    | Kevin Venegas    | Minnesota United FC      | 6      |
| 4    | Éamon Zayed      | Indy Eleven              | 6      |
| 9    | Justin Braun     | Indy Eleven              | 5      |
| 9    | Ramón Núñez      | Fort Lauderdale Strikers | 5      |
| 9    | Blake Smith      | Miami FC                 | 5      |